# Грейзен, Кеннет
Кеннет Ингвард Грейзен (англ. Kenneth Ingvard Greisen; 24 января 1918, Перт-Амбой, Нью-Джерси — 17 марта 2007, Итака, Нью-Йорк) — американский физик, автор работ в области ядерной физики, а также астрофизики космических лучей и гамма-излучения.

## Научная биография
В 1938 году Грейзен окончил Колледж Франклина и Маршалла со степенью бакалавра наук.
В 1942 году Грейзен получил докторскую степень по физике в Корнеллском университете под руководством Бруно Росси, защитив диссертацию «Интенсивность космических лучей на малой высоте и происхождение мягкого компонента». Он работал над Манхэттенским проектом с 1943 по 1946 год в Лос-Аламосе, где был руководителем группы. В 1945 году был очевидцем испытания Тринити. После работы в Лос-Аламосе Грейзен вернулся в Корнельский университет в 1946 году в качестве доцента физики. С 1975 года он был профессором астрономии, с 1976 по 1979 год — заведующим кафедрой астрономии, с 1978 по 1983 год деканом факультета. C 1984 — почётный профессор физики. С 1975 по 1981 год он был адъюнкт-профессором физики Университета Юты.
Грейзен проводил эксперименты по астрономии космических лучей и гамма-лучей с использованием высотных аэростатов. В 1971 году он и его коллеги открыли импульсы гамма-излучения с энергией более 200 МэВ от пульсара в Крабовидной туманности. В 1966 году он опубликовал работу о физическом явлении, получившем известность как предел Грайзена — Зацепина — Кузьмина, независимо от Георгия Зацепина и Вадима Кузьмина, которые в 1966 году также опубликовали свою версию той же теории.
В 1966 году он вступил в Американское астрономическое общество. В 1969 году он был одним из основателей отдела астрофизики высоких энергий Американского астрономического общества, а в 1970 и 1971 годах был первым руководителем этого отдела.
В 1974 году Грейзен был избран членом Национальной академии наук США.